# Андроцид
Андроцид се односи на систематско убијање мушкараца, дечака или мушкараца уопште. Широм света, мушкарци чине 79% од неконфликтних убистава и већину убистава у директним сукобима.

## Лексикологија
Андроцид је координатни израз за фемицид и хипоним за родно убиство. Етимолошки корен хибридне речи потиче од комбинације грчког префикса андро што значи „човек“ или дечак,  са латинским суфиксом циде, што значи убијање.

## Људи
У проактивном сценарију људских друштава, андроцид може бити намеран циљ, можда да се деградирају офанзивне способности противника. У пасивнијем сценарију, андроцид се пореди са мизандријом када друштво уопште учествује у или дозвољава ефективно изрицање смртне казне значајном броју мушкараца и дечака, као резултат регрутације на војну службу. Андроцидни анимозитет према мушкарцима може бити последица ривалства, перцепције изазова њиховој доминацији или комбинације то двоје. Неке организације које су критичне према феминизму, као и неки издавачи, тврде да је напад на мушкарце савремено питање у рату.  Андроцид је такође био обележје књижевности у древној грчкој митологији и у хипотетичким ситуацијама у којима постоји неслога између полова.

## Ратовање
Генерално, војне службе ће присилно регрутовати мушкарце да се боре у рату, што неизбежно доводи до великих мушких жртава када се суоче са мушкарцима на противничкој страни. Неборци чине већину жртава у масовним убиствима у рату. Gendercide Watch, независна група за људска права, документује више родних убистава почињених над мушкарцима: кампања Анфал (ирачки Курдистан), 1988. — геноцид над Јерменима, 1915–17. — Руанда, 1994. године. Ова пракса се дешава јер војници виде супротстављене мушкарце, борбене или друге, као ривале и претњу њиховој супериорности. Алтернативно, они се плаше да ће ови људи покушати да узврате и убију их из више разлога, укључујући самоодбрану. Године 1211. Џингис-кан је планирао масовно убијање мушкараца у знак одмазде за побуну против његове ћерке Алахаи Бекхи, све док га она није убедила да казни само убице њеног мужа, што је догађај који је изазвао побуну.

## Биљке
Што се тиче биљака, андроцид се може односити на напоре да се усмери опрашивање путем емаскулације одређених усева.

## Анфалски геноцид
Геноцид у Анфалу је био геноцид у којем је убијено између 50.000 и 182.000 Курда и хиљаде Асираца у завршној фази иранско-ирачког рата. Ово дело почињено током кампање Анфал предводио је Али Хасан ал-Маџид, по наређењу председника Садама Хусеина. Анфал, који је званично основан 1988. године, имао је осам етапа у шест географских области. Свака етапа је пратила исте шаблоне, усмеравајући цивиле до тачака близу главног пута, где су их дочекале снаге џаша и транспортоване до привремених мјеста окупљања где су потом подијељени у три групе: тинејџери и мушкарци, жене и дјеца, и старије особе. Мушкарци и тинејџери никада више нису били виђени. Док су жене, сва деца и старци оба пола слани у логоре, мушкарци су одмах скинути одећу, само носили шарвал, и погубљени. Многи курдски мушкарци и дечаци су убијени како би се смањила могућност да се икада узврате. Мушкарци убијају друге мушкарце да би стабилизовали своје домене и одбили нападе.